# Trofeo Laigueglia 1993
Il Trofeo Laigueglia 1993, trentesima edizione della corsa, si svolse il 17 febbraio 1993, su un percorso di 160 km. La vittoria fu appannaggio dello statunitense Lance Armstrong, che completò il percorso in 3h51'22", precedendo l'italiano Stefano Della Santa e il venezuelano Leonardo Sierra.
I corridori che presero il via da Laigueglia furono 194, mentre coloro che portarono a termine il percorso sul medesimo traguardo furono 141.

## Ordine d'arrivo (Top 10)
| Pos. | Corridore           | Squadra                   | Tempo    |
| ---- | ------------------- | ------------------------- | -------- |
| 1    | Lance Armstrong     | Motorola Cycling Team     | 3h51'22" |
| 2    | Stefano Della Santa | Eldor-Viner               | s.t.     |
| 3    | Leonardo Sierra     | ZG Mobili-Selle Italia    | s.t.     |
| 4    | Moreno Argentin     | Mecair-Ballan             | s.t.     |
| 5    | Marco Zen           | Lampre-Polti              | a 35"    |
| 6    | Patrick Deneut      | La William-Duvel          | s.t.     |
| 7    | Hendrik Redant      | Collstrop-Assur Carpets   | s.t.     |
| 8    | Andrew Bishop       | Motorola Cycling Team     | a 43"    |
| 9    | Rik Van Slycke      | Lotto-Caloi               | a 4'17"  |
| 10   | Massimo Strazzer    | Jolly Componibili-Club 88 | s.t.     |